# Cornechiniscus lobatus
Cornechiniscus lobatus är en djurart som tillhör fylumet trögkrypare, och som först beskrevs av Giuseppe Ramazzotti 1943.  Cornechiniscus lobatus ingår i släktet Cornechiniscus och familjen Echiniscidae. Inga underarter finns listade i Catalogue of Life.